# Gare de Shimo-Ochiai
La gare de Shimo-Ochiai (下落合駅, Shimo-Ochiai-eki) est une gare ferroviaire de l'arrondissement de Shinjuku, à Tokyo au Japon. Elle est exploitée par la compagnie Seibu.

## Situation ferroviaire
La gare de Shimo-Ochiai est située au point kilométrique (PK) 3,2 de la ligne Seibu Shinjuku.

## Histoire
La gare a été inaugurée le 16 avril 1927.

## Services aux voyageurs

### Accès et accueil
La gare dispose d'un bâtiment voyageurs, avec guichet, ouvert tous les jours.

### Desserte
- Ligne Seibu Shinjuku :
  - voie 1 : direction Takadanobaba et Seibu-Shinjuku
  - voie 2 : direction Tokorozawa, Hon-Kawagoe et Haijima